# Сурх-Дигора
Сурх-Диго́ра (дигор. Сурх Диго́рæ, ирон. Сырх Дыгур — «Красная Дигория») — село в Ирафском районе Республики Северная Осетия — Алания.
Административный центр муниципального образования «Сурх-Дигорское сельское поселение».

## География
Село расположено в северо-восточной части Ирафского района, на левом берегу реки Дартага, вдоль Ирафского канала. Находится в 7,5 км к юго-востоку от районного центра — Чикола и в 63 км к северо-западу от Владикавказа.

## История
В 1927 году началось строительство Дигорского агрокомбината, на базе которого уже в 1929 году образовалось село. Однако, процесс масштабного переселения населения из Дигорского ущелья в образованное село завершился только к 1931 году. Таким образом, Сурх-Дигора является одним из самых молодых населенных пунктов на равнинной части Дигории.
Было учреждено два сельскохозяйственных предприятия: колхоз «Хонх» (гора) и колхоз имени Д. В. Демиховского, которые впоследствии были объединены в одно крупное хозяйство — колхоз им. Хаджиомара Гетоева, героя гражданской войны. Одновременно налаживалось и личное подсобное хозяйство сельчан. С укреплением колхоза развивалось и село, его инфраструктура. Уже в 1936 году была открыта средняя школа на 600 ученических мест, которая функционирует и в настоящее время.
За годы Великой Отечественной войны из селения Сурх-Дигора на фронт ушли около 670 человек трудоспособного населения, из которых не вернулось домой 350 человек (более половины). Во время отступления немецко-румынских частей из Северной Осетии в декабре 1942 года, здесь развернулись ожесточённые сражения, село несколько раз переходило из рук в руки.
В 2021 году Сурх-Дигора была внесена в Книгу рекордов России за наибольшее количество одновременно живущих долгожителей в одном селе в России. На момент фиксации рекорда в Сурх-Дигоре проживало 17 долгожителей. Инициатором данного проекта стал 24-х летний местный житель, Староста сельского поселения — Олег Артурович Марзоев. Данный проект он осуществил к 90-летию с. Сурх-Дигора. Стоит отметить, что в начале 2022 года Олег Марзоев также инициировал обращение на имя Главы РСО-Алания С. И. Меняйло о единовременых выплатах долгожителям. Данная предложение было удовлетворено руководством республики и из республиканского фонда было выделено 300 000 рублей на осуществления данного проекта. Выплаты получили 14 долгожителей. Троих долгожителей не стало в 2021 году. Олег Марзоев добавил, что финансовую поддержку на приобретение сертификатов оказали: Батраз Алиханович Хидиров — бывший глава МО Ирафский район; Артур Георгиевич Золоев — меценат, житель с. Сурх-Дигора. Добавим, что Олег Марзоев до этого осуществил ещё один проект — внесение в Книгу рекордов России представителей фамилии Марзоевых за наибольшее количество одновременно живущих долгожителей-однафамильцев в России.
Спустя 4 года после предыдущей регистрации рекорда, 5 июля 2025 года Сурх-Дигора снова оказалась в Книге рекордов России по количеству долгожителей в одном селе в России. На 5 июля в Сурх-Дигоре насчитывается 18 долгожителей. 
В связи с внесением Сурх-Дигоры в Книгу рекордов России, село становится единственным сельским поселением в Российской Федерации, которая трижды попала в эту Книгу. Инициатором нового рекорда снова стал Олег Артурович Марзоев,  ныне занимающий должность врио Главы Администрации Сурх-Дигорского сельского поселения.
Финансовую поддержку на реализацию проекта оказал бывший глава муниципального образования Ирафский район Хидиров Батраз Алиханович. Он покрыл все расходы, регистрацию рекорда и приобретение 18 сертификатов. Также финансовую поддержку оказал меценат Золоев Георгий Аркадьевич.

## Население
| 2002  | 2010  | 2011  | 2012  | 2013  | 2014  | 2015  |
| ----- | ----- | ----- | ----- | ----- | ----- | ----- |
| 1902  | ↗2016 | ↗2017 | ↘2008 | ↘2006 | ↘1979 | ↘1976 |
| 2016  | 2017  | 2018  | 2019  | 2020  | 2021  | 2023  |
| ↘1962 | ↘1951 | ↘1939 | ↗1941 | ↘1926 | ↘1811 | ↘1799 |
| 2024  | 2025  |       |       |       |       |       |
| ↗1800 | ↘1786 |       |       |       |       |       |

Национальный состав
По данным Всероссийской переписи населения 2010 года.
| № | Национальность      | Численность, чел. | Доля   |
| - | ------------------- | ----------------- | ------ |
| 1 | осетины             | 1 945             | 96,5 % |
| 2 | русские             | 35                | 1,7 %  |
| 3 | кабардинцы          | 10                | 0,5 %  |
| 4 | другие / не указано | 26                | 1,3 %  |
| 5 | всего               | 2 016             | 100 %  |

## Инфраструктура
- Сельская администрация
- Средняя школа
- Детский сад
- Дом культуры

Школа
Средняя школа открылась в 1936 году. Само здание возводили сами сельчане полтора года. Древесину они везли из ближайшего леса, кирпичи и черепицу — на волах из Моздока.
В начале 2018 года построена новое здание на 360 мест. В 2020 году старое здание школы сгорело.
В школе учились такие известные люди, как скульпторы Владимир Соскиев, Лазарь Гадаев, профессоры Алихан Мамукаев, Анастасия Цагаева, Владимир Малиев, военный лётчик Олег Цакоев, писатели Энвер Хохоев, Эльбрус Скодтаев, Казбек Мамукаев, Фидар Хохоев, Царай Хамицаев и многие другие.

## Улицы
| - Гетоева - Ленина - Шести Бр. Бясовых | - Хайманова - Комсомольская - Калаева - Бр. Гобеевых |

## Экономика
В селе находятся предприятия:
- Колхоз имени Хаджиомара Гетоева;
- Малое предприятие «Прогресс»[20] — производство рабочей одежды.
- Сельпо «Сурх-Дигора» — торговля.

## Известные уроженцы
- Калаев Семён Дзагеевич — полный кавалер ордена Славы.
- Лазарь Тазеевич Гадаев — российский скульптор.
- Владимир Борисович Соскиев — российский скульптор.
- Скодтаев Анатолий Айдарукович — заслуженный мастер спорта России по армрестлингу, заслуженный тренер России.